# Cros-de-Montvert
Cros-de-Montvert é uma comuna francesa na região administrativa de Auvérnia-Ródano-Alpes, no departamento de Cantal. Estende-se por uma área de 29 km². Em 2010 a comuna tinha 195 habitantes (densidade: 6,7 hab./km²).